# Viktorine Nordenswan

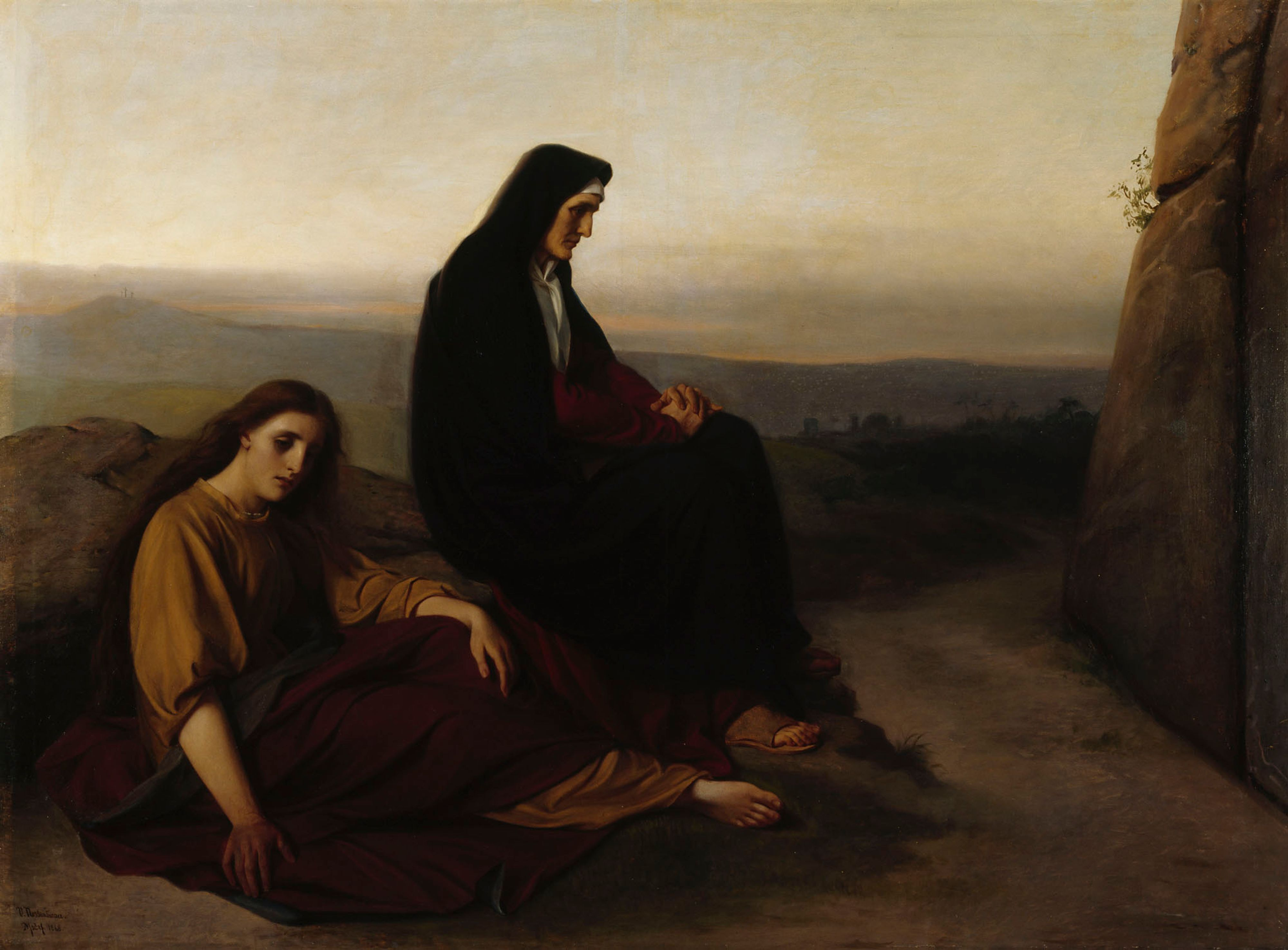
De sörjande kvinnorna vid Kristi grav.

Hildur Antoinette Viktorine Nordenswan, född 14 juni 1838 i Tavastehus, död där 25 augusti 1872, var en finländsk konstnär. 
Nordenswan, vars far var direktör i Finlands bank, studerade 1860–1862 i Stockholm och från 1864 i Düsseldorf, där hennes håg alltmer drogs till det religiösa måleriet. Bland hennes arbeten märks De sörjande kvinnorna vid Kristi grav (1868) och Maria Magdalena vid Kristi kors (1869). Hon dog i tuberkulos 1872.